# Antoine Dignef
Antoine Dignef (Velm, 3 d'octubre de 1910 – Sint-Truiden, 9 d'abril de 1991) va ser un ciclista belga, que fou professional entre 1932 i 1940. Durant la seva carrera esportiva aconseguí nombroses victòries, sent les més destacades dues etapes de la Volta a Espanya de 1935 i tres de la Volta a Catalunya.

## Palmarès
- 1932
  - Vencedor de 2 etapes de la Volta a Catalunya
- 1933
  - Vencedor d'una etapa de la Volta a Catalunya
- 1935
  - Vencedor de 2 etapes de la Volta a Espanya
  - Vencedor d'una etapa de la París-Niça
- 1936
  - 1r al Gran Premi de la Famenne
- 1938
  - 1r a la Scheldeprijs
  - 1r a Stadsprijs Geraardsbergen
- 1939
  - Vencedor d'una etapa de la Volta a Bèlgica

### Resultats al Tour de França
- 1933. 26è de la classificació general
- 1935. 20è de la classificació general

### Resultats a la Volta a Espanya
- 1935. 3r de la classificació general. Vencedor de 2 etapes

### Resultats al Giro d'Itàlia
- 1937. Abandona (6a etapa)